# Axonopus fastigiatus
Axonopus fastigiatus är en gräsart som först beskrevs av Christian Gottfried Daniel Nees von Esenbeck, och fick sitt nu gällande namn av João Geraldo Kuhlmann. Axonopus fastigiatus ingår i släktet Axonopus och familjen gräs. Inga underarter finns listade i Catalogue of Life.